# Bec d'oie

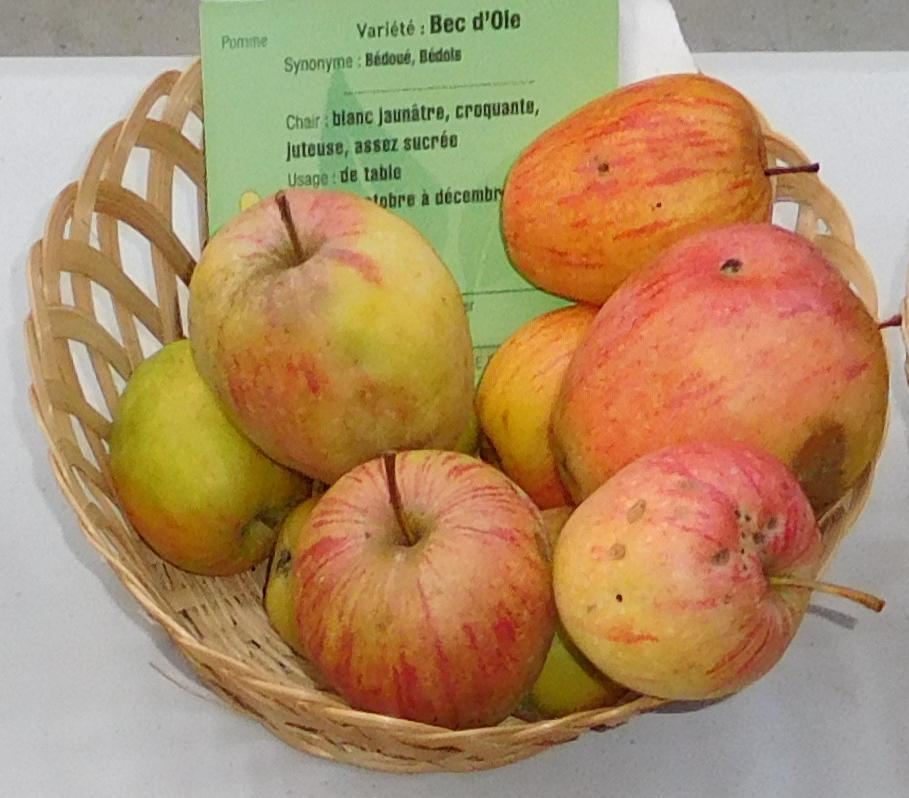
Corbeille de Bec d'Oie.

La bec d'oie, la bé d'oie ou encore la bédouais, est une variété de pomme.